# 中华蛩蠊
中華蛩蠊（學名：Galloisiana sinensis），有翅亞綱蛩蠊目，體細長、呈暗灰色，無翅，絲狀觸角，複眼小，尾鬚長。多棲於高山的苔蘚、石塊下和土中，種類極少。1985年中国昆虫学家在长白山区首次发现蛩蠊目昆虫，并被命为“中华蛩蠊”。为中国一级保护昆虫。其种加词“sinensis”意为“中华的”。

## 習性
分佈於吉林長白山海拔約2000米處，近湖沼、融雪或水流濕處。夜晚活動，主要為爬行。常隱匿於石頭下、朽木下、苔蘚上及洞穴中。雜食性，以植物和小蟲為食。卵生成長，變態不明顯。